# Conjunto bien ordenado
En teoría de conjuntos, un conjunto bien ordenado es un conjunto no vacío totalmente ordenado tal que todo subconjunto no vacío tiene un elemento mínimo. Equivalentemente, puede decirse que un conjunto A es bien ordenado si es totalmente ordenado y bien fundado.

## Definición de primer elemento
Si {\displaystyle A} es un conjunto totalmente ordenado se dice que {\displaystyle n} es el primer elemento o elemento mínimo de {\displaystyle A} si satisface:
- {\displaystyle n} es un elemento de {\displaystyle A}

{\displaystyle n\in A}
- Si {\displaystyle m} es cualquier elemento de {\displaystyle A}, entonces {\displaystyle n} es menor o igual que {\displaystyle m}

{\displaystyle \forall m\in A\quad n\leq m}
Intuitivamente se entiende que el elemento mínimo es el más pequeño de un conjunto.

## Principio del buen orden
El principio del buen orden es un lema que establece que todo conjunto que esté formado únicamente por números naturales tiene un primer elemento. Es decir, que el conjunto de los números naturales es bien ordenado. El primer elemento de los números naturales es {\displaystyle 0}.

### Demostración del principio del buen orden
Sea {\displaystyle A\subseteq \mathbb {N} } un conjunto no vacío. Si {\displaystyle A} no tiene elemento mínimo, entonces existe un conjunto {\displaystyle B=\mathbb {N} \setminus A}.
- {\displaystyle 0} debe de estar en {\displaystyle B} puesto que de no ser así, {\displaystyle 0} sería el elemento mínimo de {\displaystyle A}.
- Si cada natural menor o igual a {\displaystyle n} está en {\displaystyle B}, entonces {\displaystyle n+1} también está en {\displaystyle B}, porque de lo contrario, {\displaystyle n+1} sería un elemento mínimo de {\displaystyle A}

Luego entonces por el principio de inducción matemática,{\displaystyle B=\mathbb {N} } y {\displaystyle A=\emptyset }, pero eso contradice la suposición de que {\displaystyle A} no era un conjunto vacío.
Por lo tanto, {\displaystyle A} debe tener elemento mínimo.

## Generalización
Si (A, ≤) es un conjunto bien ordenado, y B es un subconjunto de A con la relación de orden inducida y f:A → B un isomorfismo, entonces para todo a ∈ A, vale a ≤ f(a). 
Dado un número ordinal (teoría de conjuntos) α, el conjunto de todos los números ordinales β < α es un conjunto bien ordenado. Así {\displaystyle \mathbb {N} } es isomorfo al conjunto ordenado {β: β < ω}.
| Para todo conjunto bien ordenado (A, ≤) existe un único número ordinal α tal que A es isomorfo al intervalo inicial de números ordinales {β: β < α}. Además, en caso de que exista un isomorfismo de orden A → {β: β < α}, es único. |

Este resultado significa que los conjuntos bien ordenados son clasificados hasta isomorfismo por los números ordinales. Aceptando el axioma de elección, se obtiene el siguiente teorema (que de hecho es equivalente):
| Para todo conjunto A, existe una relación de orden total ≤ sobre A tal que (A, ≤) está bien ordenado. |

Una generalización de la noción de conjunto bien ordenado es la de conjunto bien fundado.

## Esquema de temas relacionados
- Teoría del orden

| Preordenado         | \| Conjunto \| \| Relación binaria \| \| Relación reflexiva \| \| Relación transitiva \| |
| Conjunto            |                                                                                          |
| Relación binaria    |                                                                                          |
| Relación reflexiva  |                                                                                          |
| Relación transitiva |                                                                                          |

| Conjunto            |
| Relación binaria    |
| Relación reflexiva  |
| Relación transitiva |

| Preordenado         | \| Conjunto \| \| Relación binaria \| \| Relación reflexiva \| \| Relación transitiva \| |
| Conjunto            |                                                                                          |
| Relación binaria    |                                                                                          |
| Relación reflexiva  |                                                                                          |
| Relación transitiva |                                                                                          |

| Conjunto            |
| Relación binaria    |
| Relación reflexiva  |
| Relación transitiva |

| Preordenado         | \| Conjunto \| \| Relación binaria \| \| Relación reflexiva \| \| Relación transitiva \| |
| Conjunto            |                                                                                          |
| Relación binaria    |                                                                                          |
| Relación reflexiva  |                                                                                          |
| Relación transitiva |                                                                                          |

| Conjunto            |
| Relación binaria    |
| Relación reflexiva  |
| Relación transitiva |

| Preordenado         | \| Conjunto \| \| Relación binaria \| \| Relación reflexiva \| \| Relación transitiva \| |
| Conjunto            |                                                                                          |
| Relación binaria    |                                                                                          |
| Relación reflexiva  |                                                                                          |
| Relación transitiva |                                                                                          |

| Conjunto            |
| Relación binaria    |
| Relación reflexiva  |
| Relación transitiva |

| Preordenado         | \| Conjunto \| \| Relación binaria \| \| Relación reflexiva \| \| Relación transitiva \| |
| Conjunto            |                                                                                          |
| Relación binaria    |                                                                                          |
| Relación reflexiva  |                                                                                          |
| Relación transitiva |                                                                                          |

| Conjunto            |
| Relación binaria    |
| Relación reflexiva  |
| Relación transitiva |

| Preordenado         | \| Conjunto \| \| Relación binaria \| \| Relación reflexiva \| \| Relación transitiva \| |
| Conjunto            |                                                                                          |
| Relación binaria    |                                                                                          |
| Relación reflexiva  |                                                                                          |
| Relación transitiva |                                                                                          |

| Conjunto            |
| Relación binaria    |
| Relación reflexiva  |
| Relación transitiva |

| Preordenado         | \| Conjunto \| \| Relación binaria \| \| Relación reflexiva \| \| Relación transitiva \| |
| Conjunto            |                                                                                          |
| Relación binaria    |                                                                                          |
| Relación reflexiva  |                                                                                          |
| Relación transitiva |                                                                                          |

| Conjunto            |
| Relación binaria    |
| Relación reflexiva  |
| Relación transitiva |

| Preordenado         | \| Conjunto \| \| Relación binaria \| \| Relación reflexiva \| \| Relación transitiva \| |
| Conjunto            |                                                                                          |
| Relación binaria    |                                                                                          |
| Relación reflexiva  |                                                                                          |
| Relación transitiva |                                                                                          |

| Conjunto            |
| Relación binaria    |
| Relación reflexiva  |
| Relación transitiva |

| Preordenado         | \| Conjunto \| \| Relación binaria \| \| Relación reflexiva \| \| Relación transitiva \| |
| Conjunto            |                                                                                          |
| Relación binaria    |                                                                                          |
| Relación reflexiva  |                                                                                          |
| Relación transitiva |                                                                                          |

| Conjunto            |
| Relación binaria    |
| Relación reflexiva  |
| Relación transitiva |

| Preordenado         | \| Conjunto \| \| Relación binaria \| \| Relación reflexiva \| \| Relación transitiva \| |
| Conjunto            |                                                                                          |
| Relación binaria    |                                                                                          |
| Relación reflexiva  |                                                                                          |
| Relación transitiva |                                                                                          |

| Conjunto            |
| Relación binaria    |
| Relación reflexiva  |
| Relación transitiva |

| Preordenado         | \| Conjunto \| \| Relación binaria \| \| Relación reflexiva \| \| Relación transitiva \| |
| Conjunto            |                                                                                          |
| Relación binaria    |                                                                                          |
| Relación reflexiva  |                                                                                          |
| Relación transitiva |                                                                                          |

| Conjunto            |
| Relación binaria    |
| Relación reflexiva  |
| Relación transitiva |

| Preordenado         | \| Conjunto \| \| Relación binaria \| \| Relación reflexiva \| \| Relación transitiva \| |
| Conjunto            |                                                                                          |
| Relación binaria    |                                                                                          |
| Relación reflexiva  |                                                                                          |
| Relación transitiva |                                                                                          |

| Conjunto            |
| Relación binaria    |
| Relación reflexiva  |
| Relación transitiva |

| Preordenado         | \| Conjunto \| \| Relación binaria \| \| Relación reflexiva \| \| Relación transitiva \| |
| Conjunto            |                                                                                          |
| Relación binaria    |                                                                                          |
| Relación reflexiva  |                                                                                          |
| Relación transitiva |                                                                                          |

| Conjunto            |
| Relación binaria    |
| Relación reflexiva  |
| Relación transitiva |

| Preordenado         | \| Conjunto \| \| Relación binaria \| \| Relación reflexiva \| \| Relación transitiva \| |
| Conjunto            |                                                                                          |
| Relación binaria    |                                                                                          |
| Relación reflexiva  |                                                                                          |
| Relación transitiva |                                                                                          |

| Conjunto            |
| Relación binaria    |
| Relación reflexiva  |
| Relación transitiva |

| Preordenado         | \| Conjunto \| \| Relación binaria \| \| Relación reflexiva \| \| Relación transitiva \| |
| Conjunto            |                                                                                          |
| Relación binaria    |                                                                                          |
| Relación reflexiva  |                                                                                          |
| Relación transitiva |                                                                                          |

| Conjunto            |
| Relación binaria    |
| Relación reflexiva  |
| Relación transitiva |

| Preordenado         | \| Conjunto \| \| Relación binaria \| \| Relación reflexiva \| \| Relación transitiva \| |
| Conjunto            |                                                                                          |
| Relación binaria    |                                                                                          |
| Relación reflexiva  |                                                                                          |
| Relación transitiva |                                                                                          |

| Conjunto            |
| Relación binaria    |
| Relación reflexiva  |
| Relación transitiva |

| Preordenado         | \| Conjunto \| \| Relación binaria \| \| Relación reflexiva \| \| Relación transitiva \| |
| Conjunto            |                                                                                          |
| Relación binaria    |                                                                                          |
| Relación reflexiva  |                                                                                          |
| Relación transitiva |                                                                                          |

| Conjunto            |
| Relación binaria    |
| Relación reflexiva  |
| Relación transitiva |

| Preordenado         | \| Conjunto \| \| Relación binaria \| \| Relación reflexiva \| \| Relación transitiva \| |
| Conjunto            |                                                                                          |
| Relación binaria    |                                                                                          |
| Relación reflexiva  |                                                                                          |
| Relación transitiva |                                                                                          |

| Conjunto            |
| Relación binaria    |
| Relación reflexiva  |
| Relación transitiva |

| Preordenado         | \| Conjunto \| \| Relación binaria \| \| Relación reflexiva \| \| Relación transitiva \| |
| Conjunto            |                                                                                          |
| Relación binaria    |                                                                                          |
| Relación reflexiva  |                                                                                          |
| Relación transitiva |                                                                                          |

| Conjunto            |
| Relación binaria    |
| Relación reflexiva  |
| Relación transitiva |

| Preordenado         | \| Conjunto \| \| Relación binaria \| \| Relación reflexiva \| \| Relación transitiva \| |
| Conjunto            |                                                                                          |
| Relación binaria    |                                                                                          |
| Relación reflexiva  |                                                                                          |
| Relación transitiva |                                                                                          |

| Conjunto            |
| Relación binaria    |
| Relación reflexiva  |
| Relación transitiva |

| Preordenado         | \| Conjunto \| \| Relación binaria \| \| Relación reflexiva \| \| Relación transitiva \| |
| Conjunto            |                                                                                          |
| Relación binaria    |                                                                                          |
| Relación reflexiva  |                                                                                          |
| Relación transitiva |                                                                                          |

| Conjunto            |
| Relación binaria    |
| Relación reflexiva  |
| Relación transitiva |

| Preordenado         | \| Conjunto \| \| Relación binaria \| \| Relación reflexiva \| \| Relación transitiva \| |
| Conjunto            |                                                                                          |
| Relación binaria    |                                                                                          |
| Relación reflexiva  |                                                                                          |
| Relación transitiva |                                                                                          |

| Conjunto            |
| Relación binaria    |
| Relación reflexiva  |
| Relación transitiva |

| Preordenado         | \| Conjunto \| \| Relación binaria \| \| Relación reflexiva \| \| Relación transitiva \| |
| Conjunto            |                                                                                          |
| Relación binaria    |                                                                                          |
| Relación reflexiva  |                                                                                          |
| Relación transitiva |                                                                                          |

| Conjunto            |
| Relación binaria    |
| Relación reflexiva  |
| Relación transitiva |

| Preordenado         | \| Conjunto \| \| Relación binaria \| \| Relación reflexiva \| \| Relación transitiva \| |
| Conjunto            |                                                                                          |
| Relación binaria    |                                                                                          |
| Relación reflexiva  |                                                                                          |
| Relación transitiva |                                                                                          |

| Conjunto            |
| Relación binaria    |
| Relación reflexiva  |
| Relación transitiva |

| Preordenado         | \| Conjunto \| \| Relación binaria \| \| Relación reflexiva \| \| Relación transitiva \| |
| Conjunto            |                                                                                          |
| Relación binaria    |                                                                                          |
| Relación reflexiva  |                                                                                          |
| Relación transitiva |                                                                                          |

| Conjunto            |
| Relación binaria    |
| Relación reflexiva  |
| Relación transitiva |

| Preordenado         | \| Conjunto \| \| Relación binaria \| \| Relación reflexiva \| \| Relación transitiva \| |
| Conjunto            |                                                                                          |
| Relación binaria    |                                                                                          |
| Relación reflexiva  |                                                                                          |
| Relación transitiva |                                                                                          |

| Conjunto            |
| Relación binaria    |
| Relación reflexiva  |
| Relación transitiva |

| Preordenado         | \| Conjunto \| \| Relación binaria \| \| Relación reflexiva \| \| Relación transitiva \| |
| Conjunto            |                                                                                          |
| Relación binaria    |                                                                                          |
| Relación reflexiva  |                                                                                          |
| Relación transitiva |                                                                                          |

| Conjunto            |
| Relación binaria    |
| Relación reflexiva  |
| Relación transitiva |

| Preordenado         | \| Conjunto \| \| Relación binaria \| \| Relación reflexiva \| \| Relación transitiva \| |
| Conjunto            |                                                                                          |
| Relación binaria    |                                                                                          |
| Relación reflexiva  |                                                                                          |
| Relación transitiva |                                                                                          |

| Conjunto            |
| Relación binaria    |
| Relación reflexiva  |
| Relación transitiva |

| Preordenado         | \| Conjunto \| \| Relación binaria \| \| Relación reflexiva \| \| Relación transitiva \| |
| Conjunto            |                                                                                          |
| Relación binaria    |                                                                                          |
| Relación reflexiva  |                                                                                          |
| Relación transitiva |                                                                                          |

| Conjunto            |
| Relación binaria    |
| Relación reflexiva  |
| Relación transitiva |

| Preordenado         | \| Conjunto \| \| Relación binaria \| \| Relación reflexiva \| \| Relación transitiva \| |
| Conjunto            |                                                                                          |
| Relación binaria    |                                                                                          |
| Relación reflexiva  |                                                                                          |
| Relación transitiva |                                                                                          |

| Conjunto            |
| Relación binaria    |
| Relación reflexiva  |
| Relación transitiva |

| Preordenado         | \| Conjunto \| \| Relación binaria \| \| Relación reflexiva \| \| Relación transitiva \| |
| Conjunto            |                                                                                          |
| Relación binaria    |                                                                                          |
| Relación reflexiva  |                                                                                          |
| Relación transitiva |                                                                                          |

| Conjunto            |
| Relación binaria    |
| Relación reflexiva  |
| Relación transitiva |

| Preordenado         | \| Conjunto \| \| Relación binaria \| \| Relación reflexiva \| \| Relación transitiva \| |
| Conjunto            |                                                                                          |
| Relación binaria    |                                                                                          |
| Relación reflexiva  |                                                                                          |
| Relación transitiva |                                                                                          |

| Conjunto            |
| Relación binaria    |
| Relación reflexiva  |
| Relación transitiva |

| Preordenado         | \| Conjunto \| \| Relación binaria \| \| Relación reflexiva \| \| Relación transitiva \| |
| Conjunto            |                                                                                          |
| Relación binaria    |                                                                                          |
| Relación reflexiva  |                                                                                          |
| Relación transitiva |                                                                                          |

| Conjunto            |
| Relación binaria    |
| Relación reflexiva  |
| Relación transitiva |

| Preordenado         | \| Conjunto \| \| Relación binaria \| \| Relación reflexiva \| \| Relación transitiva \| |
| Conjunto            |                                                                                          |
| Relación binaria    |                                                                                          |
| Relación reflexiva  |                                                                                          |
| Relación transitiva |                                                                                          |

| Conjunto            |
| Relación binaria    |
| Relación reflexiva  |
| Relación transitiva |

| Preordenado         | \| Conjunto \| \| Relación binaria \| \| Relación reflexiva \| \| Relación transitiva \| |
| Conjunto            |                                                                                          |
| Relación binaria    |                                                                                          |
| Relación reflexiva  |                                                                                          |
| Relación transitiva |                                                                                          |

| Conjunto            |
| Relación binaria    |
| Relación reflexiva  |
| Relación transitiva |

| Preordenado         | \| Conjunto \| \| Relación binaria \| \| Relación reflexiva \| \| Relación transitiva \| |
| Conjunto            |                                                                                          |
| Relación binaria    |                                                                                          |
| Relación reflexiva  |                                                                                          |
| Relación transitiva |                                                                                          |

| Conjunto            |
| Relación binaria    |
| Relación reflexiva  |
| Relación transitiva |

| Preordenado         | \| Conjunto \| \| Relación binaria \| \| Relación reflexiva \| \| Relación transitiva \| |
| Conjunto            |                                                                                          |
| Relación binaria    |                                                                                          |
| Relación reflexiva  |                                                                                          |
| Relación transitiva |                                                                                          |

| Conjunto            |
| Relación binaria    |
| Relación reflexiva  |
| Relación transitiva |

| Preordenado         | \| Conjunto \| \| Relación binaria \| \| Relación reflexiva \| \| Relación transitiva \| |
| Conjunto            |                                                                                          |
| Relación binaria    |                                                                                          |
| Relación reflexiva  |                                                                                          |
| Relación transitiva |                                                                                          |

| Conjunto            |
| Relación binaria    |
| Relación reflexiva  |
| Relación transitiva |

| Preordenado         | \| Conjunto \| \| Relación binaria \| \| Relación reflexiva \| \| Relación transitiva \| |
| Conjunto            |                                                                                          |
| Relación binaria    |                                                                                          |
| Relación reflexiva  |                                                                                          |
| Relación transitiva |                                                                                          |

| Conjunto            |
| Relación binaria    |
| Relación reflexiva  |
| Relación transitiva |

| Preordenado         | \| Conjunto \| \| Relación binaria \| \| Relación reflexiva \| \| Relación transitiva \| |
| Conjunto            |                                                                                          |
| Relación binaria    |                                                                                          |
| Relación reflexiva  |                                                                                          |
| Relación transitiva |                                                                                          |

| Conjunto            |
| Relación binaria    |
| Relación reflexiva  |
| Relación transitiva |

| Preordenado         | \| Conjunto \| \| Relación binaria \| \| Relación reflexiva \| \| Relación transitiva \| |
| Conjunto            |                                                                                          |
| Relación binaria    |                                                                                          |
| Relación reflexiva  |                                                                                          |
| Relación transitiva |                                                                                          |

| Conjunto            |
| Relación binaria    |
| Relación reflexiva  |
| Relación transitiva |

| Preordenado         | \| Conjunto \| \| Relación binaria \| \| Relación reflexiva \| \| Relación transitiva \| |
| Conjunto            |                                                                                          |
| Relación binaria    |                                                                                          |
| Relación reflexiva  |                                                                                          |
| Relación transitiva |                                                                                          |

| Conjunto            |
| Relación binaria    |
| Relación reflexiva  |
| Relación transitiva |

| Preordenado         | \| Conjunto \| \| Relación binaria \| \| Relación reflexiva \| \| Relación transitiva \| |
| Conjunto            |                                                                                          |
| Relación binaria    |                                                                                          |
| Relación reflexiva  |                                                                                          |
| Relación transitiva |                                                                                          |

| Conjunto            |
| Relación binaria    |
| Relación reflexiva  |
| Relación transitiva |

| Preordenado         | \| Conjunto \| \| Relación binaria \| \| Relación reflexiva \| \| Relación transitiva \| |
| Conjunto            |                                                                                          |
| Relación binaria    |                                                                                          |
| Relación reflexiva  |                                                                                          |
| Relación transitiva |                                                                                          |

| Conjunto            |
| Relación binaria    |
| Relación reflexiva  |
| Relación transitiva |

| Preordenado         | \| Conjunto \| \| Relación binaria \| \| Relación reflexiva \| \| Relación transitiva \| |
| Conjunto            |                                                                                          |
| Relación binaria    |                                                                                          |
| Relación reflexiva  |                                                                                          |
| Relación transitiva |                                                                                          |

| Conjunto            |
| Relación binaria    |
| Relación reflexiva  |
| Relación transitiva |

| Preordenado         | \| Conjunto \| \| Relación binaria \| \| Relación reflexiva \| \| Relación transitiva \| |
| Conjunto            |                                                                                          |
| Relación binaria    |                                                                                          |
| Relación reflexiva  |                                                                                          |
| Relación transitiva |                                                                                          |

| Conjunto            |
| Relación binaria    |
| Relación reflexiva  |
| Relación transitiva |

| Preordenado         | \| Conjunto \| \| Relación binaria \| \| Relación reflexiva \| \| Relación transitiva \| |
| Conjunto            |                                                                                          |
| Relación binaria    |                                                                                          |
| Relación reflexiva  |                                                                                          |
| Relación transitiva |                                                                                          |

| Conjunto            |
| Relación binaria    |
| Relación reflexiva  |
| Relación transitiva |

| Preordenado         | \| Conjunto \| \| Relación binaria \| \| Relación reflexiva \| \| Relación transitiva \| |
| Conjunto            |                                                                                          |
| Relación binaria    |                                                                                          |
| Relación reflexiva  |                                                                                          |
| Relación transitiva |                                                                                          |

| Conjunto            |
| Relación binaria    |
| Relación reflexiva  |
| Relación transitiva |

| Preordenado         | \| Conjunto \| \| Relación binaria \| \| Relación reflexiva \| \| Relación transitiva \| |
| Conjunto            |                                                                                          |
| Relación binaria    |                                                                                          |
| Relación reflexiva  |                                                                                          |
| Relación transitiva |                                                                                          |

| Conjunto            |
| Relación binaria    |
| Relación reflexiva  |
| Relación transitiva |

| Preordenado         | \| Conjunto \| \| Relación binaria \| \| Relación reflexiva \| \| Relación transitiva \| |
| Conjunto            |                                                                                          |
| Relación binaria    |                                                                                          |
| Relación reflexiva  |                                                                                          |
| Relación transitiva |                                                                                          |

| Conjunto            |
| Relación binaria    |
| Relación reflexiva  |
| Relación transitiva |

| Preordenado         | \| Conjunto \| \| Relación binaria \| \| Relación reflexiva \| \| Relación transitiva \| |
| Conjunto            |                                                                                          |
| Relación binaria    |                                                                                          |
| Relación reflexiva  |                                                                                          |
| Relación transitiva |                                                                                          |

| Conjunto            |
| Relación binaria    |
| Relación reflexiva  |
| Relación transitiva |

| Preordenado         | \| Conjunto \| \| Relación binaria \| \| Relación reflexiva \| \| Relación transitiva \| |
| Conjunto            |                                                                                          |
| Relación binaria    |                                                                                          |
| Relación reflexiva  |                                                                                          |
| Relación transitiva |                                                                                          |

| Conjunto            |
| Relación binaria    |
| Relación reflexiva  |
| Relación transitiva |

| Preordenado         | \| Conjunto \| \| Relación binaria \| \| Relación reflexiva \| \| Relación transitiva \| |
| Conjunto            |                                                                                          |
| Relación binaria    |                                                                                          |
| Relación reflexiva  |                                                                                          |
| Relación transitiva |                                                                                          |

| Conjunto            |
| Relación binaria    |
| Relación reflexiva  |
| Relación transitiva |

| Preordenado         | \| Conjunto \| \| Relación binaria \| \| Relación reflexiva \| \| Relación transitiva \| |
| Conjunto            |                                                                                          |
| Relación binaria    |                                                                                          |
| Relación reflexiva  |                                                                                          |
| Relación transitiva |                                                                                          |

| Conjunto            |
| Relación binaria    |
| Relación reflexiva  |
| Relación transitiva |

| Preordenado         | \| Conjunto \| \| Relación binaria \| \| Relación reflexiva \| \| Relación transitiva \| |
| Conjunto            |                                                                                          |
| Relación binaria    |                                                                                          |
| Relación reflexiva  |                                                                                          |
| Relación transitiva |                                                                                          |

| Conjunto            |
| Relación binaria    |
| Relación reflexiva  |
| Relación transitiva |

| Preordenado         | \| Conjunto \| \| Relación binaria \| \| Relación reflexiva \| \| Relación transitiva \| |
| Conjunto            |                                                                                          |
| Relación binaria    |                                                                                          |
| Relación reflexiva  |                                                                                          |
| Relación transitiva |                                                                                          |

| Conjunto            |
| Relación binaria    |
| Relación reflexiva  |
| Relación transitiva |

| Preordenado         | \| Conjunto \| \| Relación binaria \| \| Relación reflexiva \| \| Relación transitiva \| |
| Conjunto            |                                                                                          |
| Relación binaria    |                                                                                          |
| Relación reflexiva  |                                                                                          |
| Relación transitiva |                                                                                          |

| Conjunto            |
| Relación binaria    |
| Relación reflexiva  |
| Relación transitiva |

| Preordenado         | \| Conjunto \| \| Relación binaria \| \| Relación reflexiva \| \| Relación transitiva \| |
| Conjunto            |                                                                                          |
| Relación binaria    |                                                                                          |
| Relación reflexiva  |                                                                                          |
| Relación transitiva |                                                                                          |

| Conjunto            |
| Relación binaria    |
| Relación reflexiva  |
| Relación transitiva |

| Preordenado         | \| Conjunto \| \| Relación binaria \| \| Relación reflexiva \| \| Relación transitiva \| |
| Conjunto            |                                                                                          |
| Relación binaria    |                                                                                          |
| Relación reflexiva  |                                                                                          |
| Relación transitiva |                                                                                          |

| Conjunto            |
| Relación binaria    |
| Relación reflexiva  |
| Relación transitiva |

| Preordenado         | \| Conjunto \| \| Relación binaria \| \| Relación reflexiva \| \| Relación transitiva \| |
| Conjunto            |                                                                                          |
| Relación binaria    |                                                                                          |
| Relación reflexiva  |                                                                                          |
| Relación transitiva |                                                                                          |

| Conjunto            |
| Relación binaria    |
| Relación reflexiva  |
| Relación transitiva |

| Preordenado         | \| Conjunto \| \| Relación binaria \| \| Relación reflexiva \| \| Relación transitiva \| |
| Conjunto            |                                                                                          |
| Relación binaria    |                                                                                          |
| Relación reflexiva  |                                                                                          |
| Relación transitiva |                                                                                          |

| Conjunto            |
| Relación binaria    |
| Relación reflexiva  |
| Relación transitiva |

| Preordenado         | \| Conjunto \| \| Relación binaria \| \| Relación reflexiva \| \| Relación transitiva \| |
| Conjunto            |                                                                                          |
| Relación binaria    |                                                                                          |
| Relación reflexiva  |                                                                                          |
| Relación transitiva |                                                                                          |

| Conjunto            |
| Relación binaria    |
| Relación reflexiva  |
| Relación transitiva |

| Preordenado         | \| Conjunto \| \| Relación binaria \| \| Relación reflexiva \| \| Relación transitiva \| |
| Conjunto            |                                                                                          |
| Relación binaria    |                                                                                          |
| Relación reflexiva  |                                                                                          |
| Relación transitiva |                                                                                          |

| Conjunto            |
| Relación binaria    |
| Relación reflexiva  |
| Relación transitiva |

| Preordenado         | \| Conjunto \| \| Relación binaria \| \| Relación reflexiva \| \| Relación transitiva \| |
| Conjunto            |                                                                                          |
| Relación binaria    |                                                                                          |
| Relación reflexiva  |                                                                                          |
| Relación transitiva |                                                                                          |

| Conjunto            |
| Relación binaria    |
| Relación reflexiva  |
| Relación transitiva |

| Preordenado         | \| Conjunto \| \| Relación binaria \| \| Relación reflexiva \| \| Relación transitiva \| |
| Conjunto            |                                                                                          |
| Relación binaria    |                                                                                          |
| Relación reflexiva  |                                                                                          |
| Relación transitiva |                                                                                          |

| Conjunto            |
| Relación binaria    |
| Relación reflexiva  |
| Relación transitiva |

| Preordenado         | \| Conjunto \| \| Relación binaria \| \| Relación reflexiva \| \| Relación transitiva \| |
| Conjunto            |                                                                                          |
| Relación binaria    |                                                                                          |
| Relación reflexiva  |                                                                                          |
| Relación transitiva |                                                                                          |

| Conjunto            |
| Relación binaria    |
| Relación reflexiva  |
| Relación transitiva |

| Preordenado         | \| Conjunto \| \| Relación binaria \| \| Relación reflexiva \| \| Relación transitiva \| |
| Conjunto            |                                                                                          |
| Relación binaria    |                                                                                          |
| Relación reflexiva  |                                                                                          |
| Relación transitiva |                                                                                          |

| Conjunto            |
| Relación binaria    |
| Relación reflexiva  |
| Relación transitiva |

| Preordenado         | \| Conjunto \| \| Relación binaria \| \| Relación reflexiva \| \| Relación transitiva \| |
| Conjunto            |                                                                                          |
| Relación binaria    |                                                                                          |
| Relación reflexiva  |                                                                                          |
| Relación transitiva |                                                                                          |

| Conjunto            |
| Relación binaria    |
| Relación reflexiva  |
| Relación transitiva |

| Preordenado         | \| Conjunto \| \| Relación binaria \| \| Relación reflexiva \| \| Relación transitiva \| |
| Conjunto            |                                                                                          |
| Relación binaria    |                                                                                          |
| Relación reflexiva  |                                                                                          |
| Relación transitiva |                                                                                          |

| Conjunto            |
| Relación binaria    |
| Relación reflexiva  |
| Relación transitiva |

| Preordenado         | \| Conjunto \| \| Relación binaria \| \| Relación reflexiva \| \| Relación transitiva \| |
| Conjunto            |                                                                                          |
| Relación binaria    |                                                                                          |
| Relación reflexiva  |                                                                                          |
| Relación transitiva |                                                                                          |

| Conjunto            |
| Relación binaria    |
| Relación reflexiva  |
| Relación transitiva |

| Preordenado         | \| Conjunto \| \| Relación binaria \| \| Relación reflexiva \| \| Relación transitiva \| |
| Conjunto            |                                                                                          |
| Relación binaria    |                                                                                          |
| Relación reflexiva  |                                                                                          |
| Relación transitiva |                                                                                          |

| Conjunto            |
| Relación binaria    |
| Relación reflexiva  |
| Relación transitiva |

| Preordenado         | \| Conjunto \| \| Relación binaria \| \| Relación reflexiva \| \| Relación transitiva \| |
| Conjunto            |                                                                                          |
| Relación binaria    |                                                                                          |
| Relación reflexiva  |                                                                                          |
| Relación transitiva |                                                                                          |

| Conjunto            |
| Relación binaria    |
| Relación reflexiva  |
| Relación transitiva |

| Preordenado         | \| Conjunto \| \| Relación binaria \| \| Relación reflexiva \| \| Relación transitiva \| |
| Conjunto            |                                                                                          |
| Relación binaria    |                                                                                          |
| Relación reflexiva  |                                                                                          |
| Relación transitiva |                                                                                          |

| Conjunto            |
| Relación binaria    |
| Relación reflexiva  |
| Relación transitiva |

| Preordenado         | \| Conjunto \| \| Relación binaria \| \| Relación reflexiva \| \| Relación transitiva \| |
| Conjunto            |                                                                                          |
| Relación binaria    |                                                                                          |
| Relación reflexiva  |                                                                                          |
| Relación transitiva |                                                                                          |

| Conjunto            |
| Relación binaria    |
| Relación reflexiva  |
| Relación transitiva |

| Preordenado         | \| Conjunto \| \| Relación binaria \| \| Relación reflexiva \| \| Relación transitiva \| |
| Conjunto            |                                                                                          |
| Relación binaria    |                                                                                          |
| Relación reflexiva  |                                                                                          |
| Relación transitiva |                                                                                          |

| Conjunto            |
| Relación binaria    |
| Relación reflexiva  |
| Relación transitiva |

| Preordenado         | \| Conjunto \| \| Relación binaria \| \| Relación reflexiva \| \| Relación transitiva \| |
| Conjunto            |                                                                                          |
| Relación binaria    |                                                                                          |
| Relación reflexiva  |                                                                                          |
| Relación transitiva |                                                                                          |

| Conjunto            |
| Relación binaria    |
| Relación reflexiva  |
| Relación transitiva |

| Preordenado         | \| Conjunto \| \| Relación binaria \| \| Relación reflexiva \| \| Relación transitiva \| |
| Conjunto            |                                                                                          |
| Relación binaria    |                                                                                          |
| Relación reflexiva  |                                                                                          |
| Relación transitiva |                                                                                          |

| Conjunto            |
| Relación binaria    |
| Relación reflexiva  |
| Relación transitiva |

| Preordenado         | \| Conjunto \| \| Relación binaria \| \| Relación reflexiva \| \| Relación transitiva \| |
| Conjunto            |                                                                                          |
| Relación binaria    |                                                                                          |
| Relación reflexiva  |                                                                                          |
| Relación transitiva |                                                                                          |

| Conjunto            |
| Relación binaria    |
| Relación reflexiva  |
| Relación transitiva |

| Preordenado         | \| Conjunto \| \| Relación binaria \| \| Relación reflexiva \| \| Relación transitiva \| |
| Conjunto            |                                                                                          |
| Relación binaria    |                                                                                          |
| Relación reflexiva  |                                                                                          |
| Relación transitiva |                                                                                          |

| Conjunto            |
| Relación binaria    |
| Relación reflexiva  |
| Relación transitiva |

| Preordenado         | \| Conjunto \| \| Relación binaria \| \| Relación reflexiva \| \| Relación transitiva \| |
| Conjunto            |                                                                                          |
| Relación binaria    |                                                                                          |
| Relación reflexiva  |                                                                                          |
| Relación transitiva |                                                                                          |

| Conjunto            |
| Relación binaria    |
| Relación reflexiva  |
| Relación transitiva |

| Preordenado         | \| Conjunto \| \| Relación binaria \| \| Relación reflexiva \| \| Relación transitiva \| |
| Conjunto            |                                                                                          |
| Relación binaria    |                                                                                          |
| Relación reflexiva  |                                                                                          |
| Relación transitiva |                                                                                          |

| Conjunto            |
| Relación binaria    |
| Relación reflexiva  |
| Relación transitiva |

| Preordenado         | \| Conjunto \| \| Relación binaria \| \| Relación reflexiva \| \| Relación transitiva \| |
| Conjunto            |                                                                                          |
| Relación binaria    |                                                                                          |
| Relación reflexiva  |                                                                                          |
| Relación transitiva |                                                                                          |

| Conjunto            |
| Relación binaria    |
| Relación reflexiva  |
| Relación transitiva |

| Preordenado         | \| Conjunto \| \| Relación binaria \| \| Relación reflexiva \| \| Relación transitiva \| |
| Conjunto            |                                                                                          |
| Relación binaria    |                                                                                          |
| Relación reflexiva  |                                                                                          |
| Relación transitiva |                                                                                          |

| Conjunto            |
| Relación binaria    |
| Relación reflexiva  |
| Relación transitiva |

| Preordenado         | \| Conjunto \| \| Relación binaria \| \| Relación reflexiva \| \| Relación transitiva \| |
| Conjunto            |                                                                                          |
| Relación binaria    |                                                                                          |
| Relación reflexiva  |                                                                                          |
| Relación transitiva |                                                                                          |

| Conjunto            |
| Relación binaria    |
| Relación reflexiva  |
| Relación transitiva |

| Preordenado         | \| Conjunto \| \| Relación binaria \| \| Relación reflexiva \| \| Relación transitiva \| |
| Conjunto            |                                                                                          |
| Relación binaria    |                                                                                          |
| Relación reflexiva  |                                                                                          |
| Relación transitiva |                                                                                          |

| Conjunto            |
| Relación binaria    |
| Relación reflexiva  |
| Relación transitiva |

| Preordenado         | \| Conjunto \| \| Relación binaria \| \| Relación reflexiva \| \| Relación transitiva \| |
| Conjunto            |                                                                                          |
| Relación binaria    |                                                                                          |
| Relación reflexiva  |                                                                                          |
| Relación transitiva |                                                                                          |

| Conjunto            |
| Relación binaria    |
| Relación reflexiva  |
| Relación transitiva |

| Preordenado         | \| Conjunto \| \| Relación binaria \| \| Relación reflexiva \| \| Relación transitiva \| |
| Conjunto            |                                                                                          |
| Relación binaria    |                                                                                          |
| Relación reflexiva  |                                                                                          |
| Relación transitiva |                                                                                          |

| Conjunto            |
| Relación binaria    |
| Relación reflexiva  |
| Relación transitiva |

| Preordenado         | \| Conjunto \| \| Relación binaria \| \| Relación reflexiva \| \| Relación transitiva \| |
| Conjunto            |                                                                                          |
| Relación binaria    |                                                                                          |
| Relación reflexiva  |                                                                                          |
| Relación transitiva |                                                                                          |

| Conjunto            |
| Relación binaria    |
| Relación reflexiva  |
| Relación transitiva |

| Preordenado         | \| Conjunto \| \| Relación binaria \| \| Relación reflexiva \| \| Relación transitiva \| |
| Conjunto            |                                                                                          |
| Relación binaria    |                                                                                          |
| Relación reflexiva  |                                                                                          |
| Relación transitiva |                                                                                          |

| Conjunto            |
| Relación binaria    |
| Relación reflexiva  |
| Relación transitiva |

| Preordenado         | \| Conjunto \| \| Relación binaria \| \| Relación reflexiva \| \| Relación transitiva \| |
| Conjunto            |                                                                                          |
| Relación binaria    |                                                                                          |
| Relación reflexiva  |                                                                                          |
| Relación transitiva |                                                                                          |

| Conjunto            |
| Relación binaria    |
| Relación reflexiva  |
| Relación transitiva |

| Preordenado         | \| Conjunto \| \| Relación binaria \| \| Relación reflexiva \| \| Relación transitiva \| |
| Conjunto            |                                                                                          |
| Relación binaria    |                                                                                          |
| Relación reflexiva  |                                                                                          |
| Relación transitiva |                                                                                          |

| Conjunto            |
| Relación binaria    |
| Relación reflexiva  |
| Relación transitiva |

| Preordenado         | \| Conjunto \| \| Relación binaria \| \| Relación reflexiva \| \| Relación transitiva \| |
| Conjunto            |                                                                                          |
| Relación binaria    |                                                                                          |
| Relación reflexiva  |                                                                                          |
| Relación transitiva |                                                                                          |

| Conjunto            |
| Relación binaria    |
| Relación reflexiva  |
| Relación transitiva |

| Preordenado         | \| Conjunto \| \| Relación binaria \| \| Relación reflexiva \| \| Relación transitiva \| |
| Conjunto            |                                                                                          |
| Relación binaria    |                                                                                          |
| Relación reflexiva  |                                                                                          |
| Relación transitiva |                                                                                          |

| Conjunto            |
| Relación binaria    |
| Relación reflexiva  |
| Relación transitiva |

| Preordenado         | \| Conjunto \| \| Relación binaria \| \| Relación reflexiva \| \| Relación transitiva \| |
| Conjunto            |                                                                                          |
| Relación binaria    |                                                                                          |
| Relación reflexiva  |                                                                                          |
| Relación transitiva |                                                                                          |

| Conjunto            |
| Relación binaria    |
| Relación reflexiva  |
| Relación transitiva |

| Preordenado         | \| Conjunto \| \| Relación binaria \| \| Relación reflexiva \| \| Relación transitiva \| |
| Conjunto            |                                                                                          |
| Relación binaria    |                                                                                          |
| Relación reflexiva  |                                                                                          |
| Relación transitiva |                                                                                          |

| Conjunto            |
| Relación binaria    |
| Relación reflexiva  |
| Relación transitiva |

| Preordenado         | \| Conjunto \| \| Relación binaria \| \| Relación reflexiva \| \| Relación transitiva \| |
| Conjunto            |                                                                                          |
| Relación binaria    |                                                                                          |
| Relación reflexiva  |                                                                                          |
| Relación transitiva |                                                                                          |

| Conjunto            |
| Relación binaria    |
| Relación reflexiva  |
| Relación transitiva |

| Preordenado         | \| Conjunto \| \| Relación binaria \| \| Relación reflexiva \| \| Relación transitiva \| |
| Conjunto            |                                                                                          |
| Relación binaria    |                                                                                          |
| Relación reflexiva  |                                                                                          |
| Relación transitiva |                                                                                          |

| Conjunto            |
| Relación binaria    |
| Relación reflexiva  |
| Relación transitiva |

| Preordenado         | \| Conjunto \| \| Relación binaria \| \| Relación reflexiva \| \| Relación transitiva \| |
| Conjunto            |                                                                                          |
| Relación binaria    |                                                                                          |
| Relación reflexiva  |                                                                                          |
| Relación transitiva |                                                                                          |

| Conjunto            |
| Relación binaria    |
| Relación reflexiva  |
| Relación transitiva |

| Preordenado         | \| Conjunto \| \| Relación binaria \| \| Relación reflexiva \| \| Relación transitiva \| |
| Conjunto            |                                                                                          |
| Relación binaria    |                                                                                          |
| Relación reflexiva  |                                                                                          |
| Relación transitiva |                                                                                          |

| Conjunto            |
| Relación binaria    |
| Relación reflexiva  |
| Relación transitiva |

| Preordenado         | \| Conjunto \| \| Relación binaria \| \| Relación reflexiva \| \| Relación transitiva \| |
| Conjunto            |                                                                                          |
| Relación binaria    |                                                                                          |
| Relación reflexiva  |                                                                                          |
| Relación transitiva |                                                                                          |

| Conjunto            |
| Relación binaria    |
| Relación reflexiva  |
| Relación transitiva |

| Preordenado         | \| Conjunto \| \| Relación binaria \| \| Relación reflexiva \| \| Relación transitiva \| |
| Conjunto            |                                                                                          |
| Relación binaria    |                                                                                          |
| Relación reflexiva  |                                                                                          |
| Relación transitiva |                                                                                          |

| Conjunto            |
| Relación binaria    |
| Relación reflexiva  |
| Relación transitiva |

| Preordenado         | \| Conjunto \| \| Relación binaria \| \| Relación reflexiva \| \| Relación transitiva \| |
| Conjunto            |                                                                                          |
| Relación binaria    |                                                                                          |
| Relación reflexiva  |                                                                                          |
| Relación transitiva |                                                                                          |

| Conjunto            |
| Relación binaria    |
| Relación reflexiva  |
| Relación transitiva |

| Preordenado         | \| Conjunto \| \| Relación binaria \| \| Relación reflexiva \| \| Relación transitiva \| |
| Conjunto            |                                                                                          |
| Relación binaria    |                                                                                          |
| Relación reflexiva  |                                                                                          |
| Relación transitiva |                                                                                          |

| Conjunto            |
| Relación binaria    |
| Relación reflexiva  |
| Relación transitiva |

| Preordenado         | \| Conjunto \| \| Relación binaria \| \| Relación reflexiva \| \| Relación transitiva \| |
| Conjunto            |                                                                                          |
| Relación binaria    |                                                                                          |
| Relación reflexiva  |                                                                                          |
| Relación transitiva |                                                                                          |

| Conjunto            |
| Relación binaria    |
| Relación reflexiva  |
| Relación transitiva |

| Preordenado         | \| Conjunto \| \| Relación binaria \| \| Relación reflexiva \| \| Relación transitiva \| |
| Conjunto            |                                                                                          |
| Relación binaria    |                                                                                          |
| Relación reflexiva  |                                                                                          |
| Relación transitiva |                                                                                          |

| Conjunto            |
| Relación binaria    |
| Relación reflexiva  |
| Relación transitiva |

| Preordenado         | \| Conjunto \| \| Relación binaria \| \| Relación reflexiva \| \| Relación transitiva \| |
| Conjunto            |                                                                                          |
| Relación binaria    |                                                                                          |
| Relación reflexiva  |                                                                                          |
| Relación transitiva |                                                                                          |

| Conjunto            |
| Relación binaria    |
| Relación reflexiva  |
| Relación transitiva |

| Preordenado         | \| Conjunto \| \| Relación binaria \| \| Relación reflexiva \| \| Relación transitiva \| |
| Conjunto            |                                                                                          |
| Relación binaria    |                                                                                          |
| Relación reflexiva  |                                                                                          |
| Relación transitiva |                                                                                          |

| Conjunto            |
| Relación binaria    |
| Relación reflexiva  |
| Relación transitiva |

| Preordenado         | \| Conjunto \| \| Relación binaria \| \| Relación reflexiva \| \| Relación transitiva \| |
| Conjunto            |                                                                                          |
| Relación binaria    |                                                                                          |
| Relación reflexiva  |                                                                                          |
| Relación transitiva |                                                                                          |

| Conjunto            |
| Relación binaria    |
| Relación reflexiva  |
| Relación transitiva |

| Preordenado         | \| Conjunto \| \| Relación binaria \| \| Relación reflexiva \| \| Relación transitiva \| |
| Conjunto            |                                                                                          |
| Relación binaria    |                                                                                          |
| Relación reflexiva  |                                                                                          |
| Relación transitiva |                                                                                          |

| Conjunto            |
| Relación binaria    |
| Relación reflexiva  |
| Relación transitiva |

| Preordenado         | \| Conjunto \| \| Relación binaria \| \| Relación reflexiva \| \| Relación transitiva \| |
| Conjunto            |                                                                                          |
| Relación binaria    |                                                                                          |
| Relación reflexiva  |                                                                                          |
| Relación transitiva |                                                                                          |

| Conjunto            |
| Relación binaria    |
| Relación reflexiva  |
| Relación transitiva |

| Preordenado         | \| Conjunto \| \| Relación binaria \| \| Relación reflexiva \| \| Relación transitiva \| |
| Conjunto            |                                                                                          |
| Relación binaria    |                                                                                          |
| Relación reflexiva  |                                                                                          |
| Relación transitiva |                                                                                          |

| Conjunto            |
| Relación binaria    |
| Relación reflexiva  |
| Relación transitiva |

| Preordenado         | \| Conjunto \| \| Relación binaria \| \| Relación reflexiva \| \| Relación transitiva \| |
| Conjunto            |                                                                                          |
| Relación binaria    |                                                                                          |
| Relación reflexiva  |                                                                                          |
| Relación transitiva |                                                                                          |

| Conjunto            |
| Relación binaria    |
| Relación reflexiva  |
| Relación transitiva |

| Preordenado         | \| Conjunto \| \| Relación binaria \| \| Relación reflexiva \| \| Relación transitiva \| |
| Conjunto            |                                                                                          |
| Relación binaria    |                                                                                          |
| Relación reflexiva  |                                                                                          |
| Relación transitiva |                                                                                          |

| Conjunto            |
| Relación binaria    |
| Relación reflexiva  |
| Relación transitiva |

| Preordenado         | \| Conjunto \| \| Relación binaria \| \| Relación reflexiva \| \| Relación transitiva \| |
| Conjunto            |                                                                                          |
| Relación binaria    |                                                                                          |
| Relación reflexiva  |                                                                                          |
| Relación transitiva |                                                                                          |

| Conjunto            |
| Relación binaria    |
| Relación reflexiva  |
| Relación transitiva |

| Preordenado         | \| Conjunto \| \| Relación binaria \| \| Relación reflexiva \| \| Relación transitiva \| |
| Conjunto            |                                                                                          |
| Relación binaria    |                                                                                          |
| Relación reflexiva  |                                                                                          |
| Relación transitiva |                                                                                          |

| Conjunto            |
| Relación binaria    |
| Relación reflexiva  |
| Relación transitiva |

| Preordenado         | \| Conjunto \| \| Relación binaria \| \| Relación reflexiva \| \| Relación transitiva \| |
| Conjunto            |                                                                                          |
| Relación binaria    |                                                                                          |
| Relación reflexiva  |                                                                                          |
| Relación transitiva |                                                                                          |

| Conjunto            |
| Relación binaria    |
| Relación reflexiva  |
| Relación transitiva |

| Preordenado         | \| Conjunto \| \| Relación binaria \| \| Relación reflexiva \| \| Relación transitiva \| |
| Conjunto            |                                                                                          |
| Relación binaria    |                                                                                          |
| Relación reflexiva  |                                                                                          |
| Relación transitiva |                                                                                          |

| Conjunto            |
| Relación binaria    |
| Relación reflexiva  |
| Relación transitiva |

| Preordenado         | \| Conjunto \| \| Relación binaria \| \| Relación reflexiva \| \| Relación transitiva \| |
| Conjunto            |                                                                                          |
| Relación binaria    |                                                                                          |
| Relación reflexiva  |                                                                                          |
| Relación transitiva |                                                                                          |

| Conjunto            |
| Relación binaria    |
| Relación reflexiva  |
| Relación transitiva |

| Preordenado         | \| Conjunto \| \| Relación binaria \| \| Relación reflexiva \| \| Relación transitiva \| |
| Conjunto            |                                                                                          |
| Relación binaria    |                                                                                          |
| Relación reflexiva  |                                                                                          |
| Relación transitiva |                                                                                          |

| Conjunto            |
| Relación binaria    |
| Relación reflexiva  |
| Relación transitiva |

| Preordenado         | \| Conjunto \| \| Relación binaria \| \| Relación reflexiva \| \| Relación transitiva \| |
| Conjunto            |                                                                                          |
| Relación binaria    |                                                                                          |
| Relación reflexiva  |                                                                                          |
| Relación transitiva |                                                                                          |

| Conjunto            |
| Relación binaria    |
| Relación reflexiva  |
| Relación transitiva |

| Preordenado         | \| Conjunto \| \| Relación binaria \| \| Relación reflexiva \| \| Relación transitiva \| |
| Conjunto            |                                                                                          |
| Relación binaria    |                                                                                          |
| Relación reflexiva  |                                                                                          |
| Relación transitiva |                                                                                          |

| Conjunto            |
| Relación binaria    |
| Relación reflexiva  |
| Relación transitiva |

| Preordenado         | \| Conjunto \| \| Relación binaria \| \| Relación reflexiva \| \| Relación transitiva \| |
| Conjunto            |                                                                                          |
| Relación binaria    |                                                                                          |
| Relación reflexiva  |                                                                                          |
| Relación transitiva |                                                                                          |

| Conjunto            |
| Relación binaria    |
| Relación reflexiva  |
| Relación transitiva |

| Preordenado         | \| Conjunto \| \| Relación binaria \| \| Relación reflexiva \| \| Relación transitiva \| |
| Conjunto            |                                                                                          |
| Relación binaria    |                                                                                          |
| Relación reflexiva  |                                                                                          |
| Relación transitiva |                                                                                          |

| Conjunto            |
| Relación binaria    |
| Relación reflexiva  |
| Relación transitiva |

| Preordenado         | \| Conjunto \| \| Relación binaria \| \| Relación reflexiva \| \| Relación transitiva \| |
| Conjunto            |                                                                                          |
| Relación binaria    |                                                                                          |
| Relación reflexiva  |                                                                                          |
| Relación transitiva |                                                                                          |

| Conjunto            |
| Relación binaria    |
| Relación reflexiva  |
| Relación transitiva |

| Preordenado         | \| Conjunto \| \| Relación binaria \| \| Relación reflexiva \| \| Relación transitiva \| |
| Conjunto            |                                                                                          |
| Relación binaria    |                                                                                          |
| Relación reflexiva  |                                                                                          |
| Relación transitiva |                                                                                          |

| Conjunto            |
| Relación binaria    |
| Relación reflexiva  |
| Relación transitiva |

| Preordenado         | \| Conjunto \| \| Relación binaria \| \| Relación reflexiva \| \| Relación transitiva \| |
| Conjunto            |                                                                                          |
| Relación binaria    |                                                                                          |
| Relación reflexiva  |                                                                                          |
| Relación transitiva |                                                                                          |

| Conjunto            |
| Relación binaria    |
| Relación reflexiva  |
| Relación transitiva |

| Preordenado         | \| Conjunto \| \| Relación binaria \| \| Relación reflexiva \| \| Relación transitiva \| |
| Conjunto            |                                                                                          |
| Relación binaria    |                                                                                          |
| Relación reflexiva  |                                                                                          |
| Relación transitiva |                                                                                          |

| Conjunto            |
| Relación binaria    |
| Relación reflexiva  |
| Relación transitiva |

| Preordenado         | \| Conjunto \| \| Relación binaria \| \| Relación reflexiva \| \| Relación transitiva \| |
| Conjunto            |                                                                                          |
| Relación binaria    |                                                                                          |
| Relación reflexiva  |                                                                                          |
| Relación transitiva |                                                                                          |

| Conjunto            |
| Relación binaria    |
| Relación reflexiva  |
| Relación transitiva |